# St. Blasius (Oberwiesenbach)

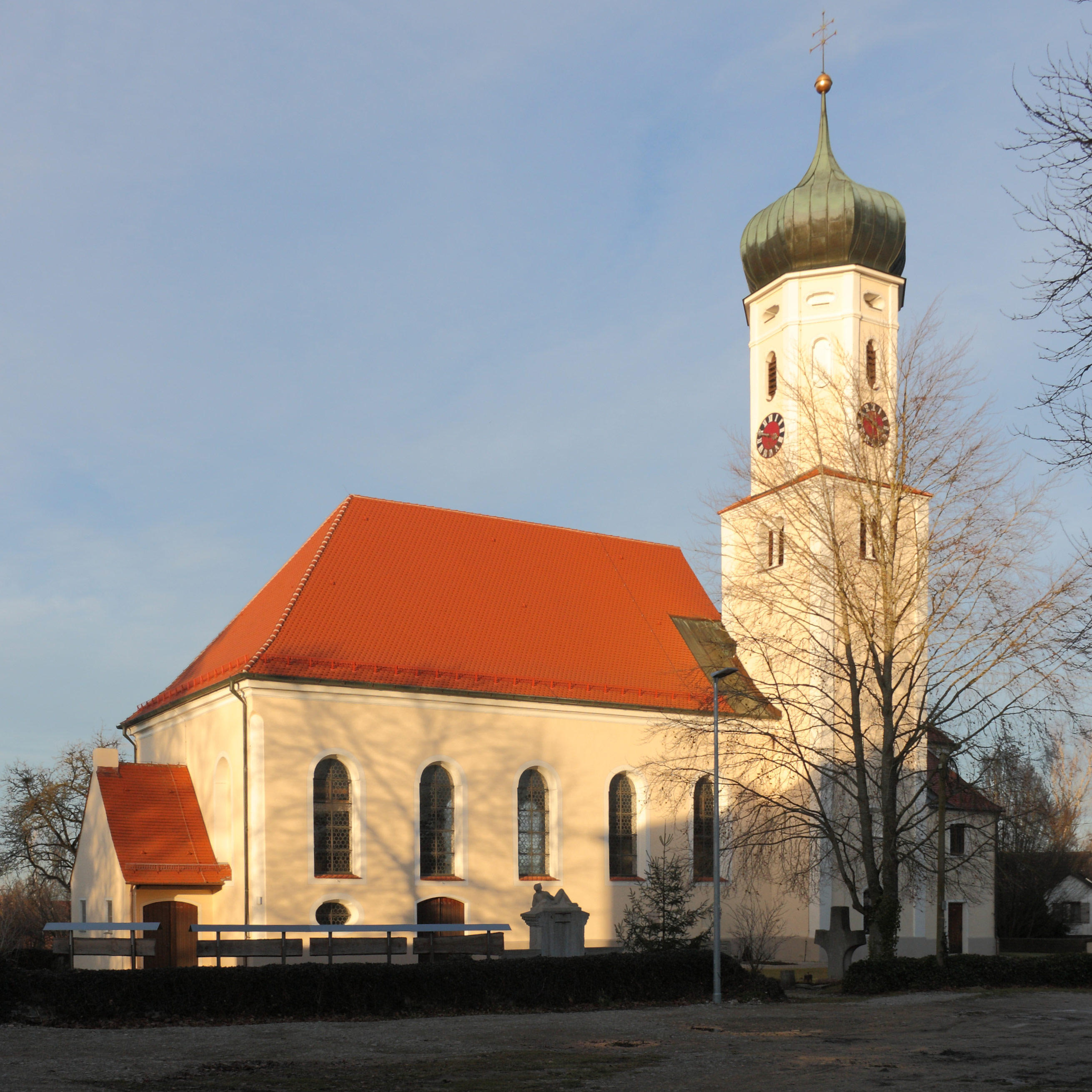
St. Blasius in Oberwiesenbach

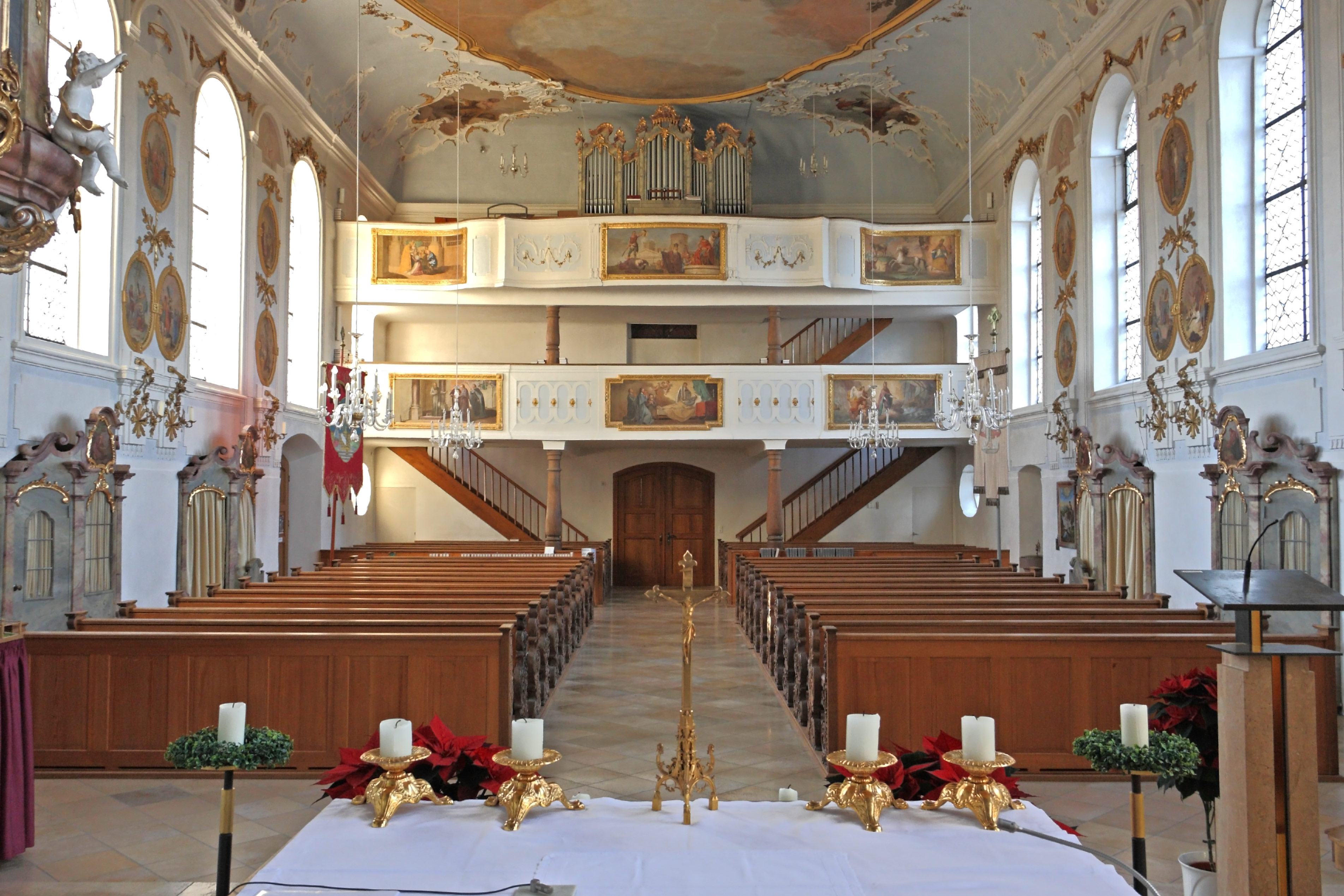
Blick zur Empore

Die St. Blasius ist die römisch-katholische Pfarrkirche in Oberwiesenbach, einem Gemeindeteil von Wiesenbach im schwäbischen Landkreis Günzburg in Bayern. Das denkmalgeschützte Bauwerk ist in der Liste der Baudenkmäler in Wiesenbach unter der Nr. D-7-74-189-6 eingetragen. Die Pfarrei gehört zum Dekanat Günzburg des Bistums Augsburg.

## Beschreibung
Die Saalkirche wurde im Auftrag des Klosters Ursberg 1757/58 nach einem Entwurf von Johann Martin Kraemer erbaut. Sie besteht aus einem Langhaus, einem eingezogenen, rechteckigen Chor, der abgeschrägte Ecken im Osten hat, und einem Chorflankenturm auf quadratischem Grundriss an der Südwand des Chors, an den sich die Sakristei nach Osten anschmiegt. Der Chorflankenturm wurde mit einem achteckigen Geschoss aufgestockt, das die Turmuhr und den Glockenstuhl mit vier Glocken beherbergt, und mit einer Zwiebelhaube bedeckt. Die unteren Geschosse von 1708 des Chorflankenturms werden Valerian Brenner zugeschrieben. Der Innenraum des Langhauses ist mit einer Decke mit Hohlkehle überspannt. Über dem Chorbogen befindet sich das Wappen des Klosters Ursberg. Die Fresken hat 1793 Konrad Huber gestaltet. Im Chor wurde in Kartuschen das Abendmahl Jesu dargestellt. Auf der oberen Empore steht die 1837 von Joseph Anton Dreher gebaute Orgel. Den um 1758 gebauten Hochaltar stammt entweder von Dominikus Bergmüller oder Franz Joseph Bergmüller. Der neobarocke Tabernakel von 1907 wird von zwei Engeln aus der ersten Hälfte des 17. Jahrhunderts flankiert, die Christoph Rodt zugeschrieben werden.